# Papiernia (województwo pomorskie)
Papiernia (dodatkowa nazwa w j. kaszub. Papiérniô, niem. Papiermühle) – wieś kaszubska w Polsce na Pojezierzu Kaszubskiem położona w województwie pomorskim, w powiecie kościerskim, w gminie Lipusz nad Wdą. Wchodzi w skład sołectwa Lipusz
| SIMC    | Nazwa       | Rodzaj    |
| ------- | ----------- | --------- |
| 0166195 | Grajewo     | część wsi |
| 0166203 | Lubiszewo   | część wsi |
| 0166210 | Miegowo     | część wsi |
| 0166226 | Szady Kierz | część wsi |
| 0166232 | Żabowo      | część wsi |

W latach 1975–1998 miejscowość administracyjnie należała do województwa gdańskiego.

## Historia
W roku 1892 wieś zamieszkiwało 39 osób, 29 Kaszubów katolików i 10 Niemców ewangelików.
W 1913 właścicielem młyna i majątku ziemskiego był Albert Tramberg.